# Cosechamiento de energía
La cosecha de energía (también conocido como recolección de energía o captación de energía) es el proceso por el cual la energía se obtiene de fuentes externas (por ejemplo, energía solar, energía geotérmica, energía eólica, los gradientes de salinidad y la energía cinética), es capturada y es almacenada para pequeños  dispositivos autónomos inalámbricos, como los utilizados en la informática vestible y  redes de sensores inalámbricas.
Los recolectores de energía proporcionan una muy pequeña cantidad de energía para la electrónica de bajo consumo. Mientras que el combustible de entrada para la generación a gran escala suele ser costoso (petróleo, carbón, etc), la fuente de energía para los recolectores está presente como fondo ambiental y es gratis. Por ejemplo, en las zonas urbanas, hay una gran cantidad de energía electromagnética en el medio ambiente debido a las emisiones de radio y televisión.